# Джонатан Стрендж и мистер Норрелл (телесериал)
«Джо́натан Стрендж и ми́стер Но́ррелл» (англ. Jonathan Strange & Mr Norrell) — британский телесериал в жанре фэнтези и исторической драмы, состоящий из семи частей. Основан на одноимённом романе Сюзанны Кларк. Следуя в основном тексту книги, сценарий отличается от неё во многих деталях. Адаптация сценария выполнена Питером Харнессом. Премьера телесериала состоялась 17 мая 2015 года на канале BBC One.

## Сюжет
События сериала происходят во время Наполеоновских войн в начале XIX века. Сериал представляет собой альтернативную историю Англии, в которой о магии было хорошо известно, но она редко использовалась. Живя в сельской местности на севере Англии, мистер Норрелл (Эдди Марсан) из аббатства Хартфью смог заставить говорить и двигаться статуи Йоркского собора. Его слуга Джон Чилдермасс (Энцо Чиленти) уговаривает его переехать в Лондон с целью помочь в войне против Франции. Будучи там, мистер Норрелл знакомится с членом правительства. Он делает магию уважаемой в государстве, когда он вызывает эльфа, чтобы вернуть к жизни невесту министра (Элис Энглерт). Тем временем, Джонатан Стрендж (Берти Карвел), пытаясь найти приличную профессию, как того требует его возлюбленная Арабелла (Шарлотта Райли), встречает уличного чародея Винкулюса (Пол Кэй). Винкулюс предсказывает Стренджу, что тому суждено стать великим волшебником, и потому он начинает своё обучение.

## В ролях
| Актёр            | Роль              |
| ---------------- | ----------------- |
| Берти Карвел     | Джонатан Стрендж  |
| Эдди Марсан      | мистер Норрелл    |
| Марк Уоррен      | эльф              |
| Шарлотта Райли   | Арабелла          |
| Элис Энглерт     | леди Поул         |
| Сэмюэл Уэст      | сэр Уолтер Поул   |
| Энцо Чиленти     | Чилдермасс        |
| Пол Кэй          | Винкулюс          |
| Эрион Бакаре     | Стивен Блэк       |
| Клодия Джесси    | Мэри              |
| Винсент Франклин | Кристофер Дролайт |
| Ричард Дерден    | граф Ливерпул     |
| Фредди Хоган     | Дейви             |
| Джон Хеффернан   | Ласселз           |
| Грант Крукс      | констебль         |
| Эдвард Хогг      | Сегундус          |
| Ронан Вайберт    | лорд Веллингтон   |

## Производство
30 ноября 2012 года Би-би-си объявила, что сериал был заказан для BBC One главой отдела драматического вещания Би-би-си Беном Стивенсоном. Режиссёр сериала — Тоби Хейнс, продюсер — Ник Хиршкорн, исполнительные продюсеры — Ник Марстон, Талли Гарнер, Дикси Линдер, Джастин Томсон-Гловер, Патрик Ирвин и Мэттью Рид. Совместное производство Cuba Pictures, BBC America, Feel Films, Far Moor, Screen Yorkshire и Space.
23 октября 2013 года прошла первая читка сценария. Съёмки начались 28 октября 2013 года в Йоркшире, Канаде и Хорватии. В ноябре 2013 года съёмочную площадку посетила автор романа Сюзанна Кларк.
Было объявлено, что сериал покажут в Канаде на телеканале Space и в США на канале BBC America.
Премьера сериала состоялась в Великобритании 17 мая 2015 года.

## Список серий
| № | Название                                                            | Режиссёр   | Автор сценария | Дата премьеры | Зрители в Великобритании (млн) |
| --- | ------------------------------------------------------------------- | ---------- | -------------- | ------------- | ------------------------------ |
| 1 | «Друзья английской магии» «The Friends of English Magic»            | Тоби Хейнс | Питер Харнесс  | 17 мая 2015   | 4,50                           |
| Мистер Норрелл заключает опасный договор c эльфом, чтобы воскресить невесту сэра Поула. Из пророчества Винкулюса Джонатан Стрендж узнаёт, что у него тоже есть магический дар. |                                                                     |            |                |               |                                |
| 2 | «Как поживает леди Поул?» «How is Lady Pole?»                       | Тоби Хейнс | Питер Харнесс  | 24 мая 2015   | 2,60                           |
| Мистер Норрел берёт Джонатана Стренджа в свои ученики для преподавания магии. Дролайт и Ласселз недовольны тем, что их влияние на Норрелла ослабевает. Арабелла Стрендж знакомится с леди Поул. |                                                                     |            |                |               |                                |
| 3 | «Обучение волшебника» «The Education of a Magician»                 | Тоби Хейнс | Питер Харнесс  | 31 мая 2015   | 2,20                           |
| Джонатан Стрендж получает доступ к древней и тревожной магии, сражаясь с армиями Наполеона в Португалии. Леди Поул и Стивен Блэк никому не могут рассказать о том, что с ними происходит, из-за магического заклятья. |                                                                     |            |                |               |                                |
| 4 | «Все зеркала на свете» «All The Mirrors of the World»               | Тоби Хейнс | Питер Харнесс  | 7 июня 2015   | 1,78                           |
| Стрендж открывает для себя пути через зеркала. Отказ мистера Норрелла позволить Стренджу изучать древнюю магию вызывает раскол между ними. Сегундус начинает подозревать, что безумие леди Поул связано с каким-то заклятьем. |                                                                     |            |                |               |                                |
| 5 | «Арабелла» «Arabella»                                               | Тоби Хейнс | Питер Харнесс  | 14 июня 2015  | 1,80                           |
| После битвы при Ватерлоо Стрендж возвращается с женой в своё поместье в Шропшире. Джентльмен-с-волосами-как-пух подменяет Арабеллу на болотную корягу. Все считают Арабеллу мёртвой, в то время как она попадает в страну эльфов и танцует на балах в «Утраченной надежде». Потрясённый смертью жены Стрендж пробует оживить её с помощью некромантии, пытается получить помощи у Норрела, но всё безуспешно. Норрел хочет помешать напечатать книгу Стренджа, Ласселз активно поддерживает его. Чилдермасс обещает Стренджу поддержку, если победит Норрел, но останется с Норрелом, если победит Стрендж. Сегундус и Хонифут пытаются расшифровать бред леди Поул с помощью сборника старых сказок об эльфах. |                                                                     |            |                |               |                                |
| 6 | «Чёрная башня» «The Black Tower»                                    | Тоби Хейнс | Питер Харнесс  | 21 июня 2015  | 1,60                           |
| Стрендж отправляется в Венецию, где ищет безумия. Там он знакомится с семейством Грейстил, Флора Грейстил начинает помогать Стренджу, которому удаётся вызвать эльфа и получить от него палец леди Поул. Тем временем Норрелл с помощью магии уничтожает все копии книги Стренджа, англичане возмущены поступком Норрелла. Дролайта вытаскивают из долговой тюрьмы и отправляют шпионить за Стренджем. Джонатан узнаёт, что Арабелла жива и заколдована; рассерженный эльф насылает на Стренджа заклятие вечной тьмы. Стивен Блэк помогает Винкулюсу бежать в обмен на обещание избавить Стивена от власти Джентльмена-с-волосами-как-пух. Винкулюс раскрывает тайну книги Короля-Ворона.                       |                                                                     |            |                |               |                                |
| 7 | «Джонатан Стрендж и мистер Норрелл» «Jonathan Strange & Mr Norrell» | Тоби Хейнс | Питер Харнесс  | 28 июня 2015  | 1,70                           |
| Стрендж хочет вызвать Короля-Ворона, чтобы уничтожить эльфа и расколдовать Арабеллу и леди Поул; он перемещается (вместе с чёрной башней) в Англию и просит помощи у Норрелла, укрывшегося в собственной библиотеке. Норрелл превозмогает свой страх и помогает Стренджу. И хотя Дролайт не сумел доставить послание Стренджа Чилдермассу, пророчество исполняется и Англия наполняется магией, а Стрендж и Норрелл остаются в мире эльфов. |                                                                     |            |                |               |                                |